# Parc Hotels
Parc Hotels este o companie hotelieră din România.
Compania este proprietară a hotelurilor Best Western Parc și Turist din București și face parte din grupul de firme Altrom, controlat de omul de afaceri Gabriel Popoviciu, care mai controlează și compania Grand Plaza Hotel SA, deținătoare a hotelului Howard Johnson Grand Plaza din București.
Cifra de afaceri în 2005: 16 milioane lei (4,42 milioane euro)
Venit net în 2005: 1,1 milioane lei (peste 320.000 euro)